# Yemas de San Cristóbal
Yemas de San Cristóbal, är en mexikansk dessert som har fått sitt namn från San Cristóbal de las casas i Chiapas. Denna rätt görs med äggulor och socker som bara har upphettas tillräckligt för att stelna och formas till små kulor. Denna rätt är snarlik den i Spanien, känd som Yemas de Santa Teresa från Ávila.